# Liebesleid (1943)
Liebesleid (OT: The Constant Nymph, Alternativtitel: Jungfräuliche Liebe) ist ein US-amerikanisches Filmdrama aus dem Jahr 1943 über die letztlich unglückliche Liebe eines jungen Mädchens zu dem Mann ihrer Cousine. Die Hauptrollen spielen Charles Boyer und Joan Fontaine, die für ihre Darstellung eine Nominierung für den Oscar als beste Hauptdarstellerin erhielt. Regie bei dieser Verfilmung des gleichnamigen Romans und Bühnenstücks von Margaret Kennedy führte Edmund Goulding.

## Handlung
Der Komponist Lewis Dodd muss den Reinfall seiner letzten Sinfonie verkraften und flüchtet sich zu seinem alten Freund Albert Sanger, der ein Chalet in den Schweizer Alpen besitzt. Die Töchter des Hausherren sind angesichts der Ankunft von Lewis aufgeregt, besonders Tessa. Sie ist schon lange in Lewis verliebt und hofft, ihm aus seiner schöpferischen Krise zu helfen. Schließlich verliebt sich Lewis jedoch in Florence, eine Cousine von Tessa und beide heiraten in Florenz. Allerdings verläuft die Ehe nicht glücklich und als Tessa aus dem Internat wegläuft, beschließt Lewis, sich um das Mädchen zu kümmern. Gemeinsam arbeiten sie an der neuesten Komposition, als Lewis plötzlich erkennt, wie sehr er Tessa liebt. Diese lehnt seinen Vorschlag ab, eine Beziehung mit ihm einzugehen. Der Abend der Uraufführung wird zum künstlerischen Triumph für Lewis, doch zum persönlichen Desaster, als Tessa, die ein schwaches Herz hat, nach einem Streit mit Florence stirbt.

## Hintergrund
Die Besetzung der beiden Hauptrollen des Films verlief problematisch. Für die Rolle der Tessa wurden unter anderem Merle Oberon, Margaret Sullavan und Olivia de Havilland getestet, ehe sich das Studio auf Joan Leslie festlegt. Der Regisseur Edmund Goulding war von der Wahl nicht sonderlich angetan, als er durch einen Zufall Joan Fontaine traf, die gerade mit ihrem damaligen Ehemann Brian Aherne in einem Restaurant saß. Goulding beschwerte sich, dass die Rolle der Tessa nach einem echten Star verlange, doch müsse dieser „schwindsüchtig, flachbrüstig, blutarm und vierzehn“ („consumptive, flat-chested, anemic, and fourteen!“) sein.
Fontaine antwortete
„Was ist mit mir?“ („How about me?“)
Die Schauspielerin nannte Liebesleid später ihren Lieblingsfilm. Eine vergleichbare Rolle spielte sie 1948 in Brief einer Unbekannten unter der Regie von Max Ophüls. Während Joan Fontaine sehr gut mit dem Regisseur zusammenarbeitete, fand Charles Boyer regelmäßig Grund zum Klagen. Boyer war nicht die erste Wahl. Das Studio wollte seinen größten männlichen Star Errol Flynn haben, während Goulding zwischen Robert Donat und Leslie Howard schwankte. Am Ende fiel die Wahl auf Boyer, der neben einer Gage von 150.000 US-Dollar auch noch top-billing zugestanden bekam; sein Name wurde mithin in sämtlichen Publikationen vor dem von Joan Fontaine genannt. Mit seiner Rolle war der Schauspieler trotzdem nicht zufrieden. Die Dialoge fand er zu flach, der Charakter zu eindimensional. Am Ende bekam Boyer trotzdem gute Kritiken für seine Darstellung.

## Kritik
Die New York Times lobte vor allem Joan Fontaine und nannte ihre Darstellung eine herausragende Leistung („a superb achievement“). Edmund Goulding verdiene besondere Erwähnung für seine Fähigkeit, die Stärken des Buchs erhalten zu haben („[He] deserves mention for telling [the story with] a deep sympathy and understanding, […] a fine tribute to the virtues that have made the book endure.“).

## Auszeichnungen
Bei der Oscarverleihung 1944 erhielt der Film eine Nominierung in der Kategorie:
- Beste Hauptdarstellerin – Joan Fontaine